# IEEE 802.16f
IEEE 802.16f est un amendement à la norme IEEE 802.16-2004 (ou IEEE 802.16d) publié le 1er décembre 2005. Celui-ci modifie cette norme par la définition d'une base de gestion d'information (MIB) pour les couches PHY et MAC et de procédures de gestion.

## Description
IEEE 802.16f définit la base d'adressage pour liaison fixe et nomade stationnaire sans fil à large bande  (BWA ou Broadband Wireless Access) entre une station de base (BS ou Base Station) et terminaux d'abonné (SS ou Subscriber Station). 
Cette norme repose sur un modèle de gestion de réseaux à liaison sans fil comportant la gestion des nœuds, des flux de données et de la qualité de service (QoS). Les objets sont stockés au format de la MIB. Le système de gestion est basé sur le protocole SNMP (Simple Network Management Protocol) qui permet de gérer à distance les équipements du réseau.